# Kochanahalli, Mysore
Kochanahalli là một làng thuộc tehsil Mysore, huyện Mysore, bang Karnataka, Ấn Độ.